# Nakajima E8N
Le Nakajima E8N était un hydravion de reconnaissance japonais lancé par catapulte, construit pendant la Seconde guerre sino-japonaise. 
Sollicité par la Marine impériale en vue du remplacement du Nakajima E4N, le nouvel appareil, d’abord défini provisoirement comme « MS » pour ses 7 prototypes, reçut finalement la désignation de « hydravion de reconnaissance type 95 model 1 », avant d’être enregistré officiellement comme E8N (« Dave » dans le code allié).

## Design et développement
Il s'agissait d'un hydravion monomoteur, biplan de construction entièrement métallique (hormis les volets entoilés), biplace à cockpits en tandem ouverts, avec un flotteur axial principal et deux balancines d’aile. Il était animé par un moteur radial à 9 cylindres refroidi par air, délivrant 580 Ch (E8N1), puis 630 Ch (E8N2), armé de deux mitrailleuses de 7,7 mm et il pouvait emporter deux bombes de 30 kg.
Il vola pour la première fois en mars 1934 et entra en service dès l’année suivante. Ses deux principaux concurrents furent les Aichi Kokuki et Kawanishi Kokuki.

## Service opérationnel
Le Nakajima E8N « Dave » fut produit à 755 exemplaires de 1934 à 1940, soit 7 prototypes en 1934 et 700 modèles de série (1934/1940) par Nakajima Hikoki KK ainsi que 48 engins produits par Kawanishi Kokuki (de 1938 à 1940). Il fut embarqué sur 5 transports d’hydravions (Chiyoda, Kamoi, Kiyokawa Maru, Sagara Maru et Sanuki Maru), 9 navires de ligne (Fuso, Haruna, Hyuga, Ise, Kirishima, Kongo, Mutsu, Nagato et Yamashiro), et 16 croiseurs.
Il fut utilisé avec succès au cours de la Guerre sino-japonaise comme bombardier léger en piqué et comme éclaireur d’artillerie.
Efficace et discret, l’appareil ne se fit pas remarquer, sauf – après coup - lorsqu'il fut utilisé par le corsaire Orion de la Kriegsmarine, en remplacement de l'Arado Ar 196 « déguisé » en Fairey Swordfish avec une livrée et des cocardes britanniques pour survoler la flotte anglaise stationnée en baie d’Auckland (Australie), en juin 1940.
Certains restèrent en service jusqu'au début de la Guerre du Pacifique, d'autre servirent d'appareil de reconnaissance du cuirassé Haruna pendant la bataille de Midway, avant d'être remplacés par des avions plus modernes comme l'Aichi E13A et le Mitsubishi F1M. Ils furent réaffectés aux fonctions de deuxième ligne. 

## Variantes
E8N1
Type de production initiale, alimenté par un moteur en étoile Nakajima Kotobuki (en) 2 Kai 1 de 433 kW (580 ch).
E8N2
Type de production amélioré, avec un moteur Nakajima Kotobuki Kai 2 plus puissant (470 kW / 630 ch).

## Opérateurs
Japon
- Service aérien de la Marine impériale japonaise

 Thaïlande
- Marine royale

 Reich allemand
- Orion

## Caractéristiques (E8N2)

### Caractéristiques générales
- Équipage: 2
- Longueur: 8,81 m
- Envergure: 10,98 m
- Hauteur: 3,84 m
- Surface de l'aile: 26,5 m2
- Poids à vide: 1 320 kg
- Masse maximale au décollage: 1 900 kg
- Motorisation: 1 moteur Nakajima Kotobuki 2 KAI-2 radial à 9 cylindres, 470 kW (630 ch)

### Performance
- Vitesse maximale : 301 km/h
- Vitesse de croisière : 186 km/h
- Distance franchissable : 904 km
- Plafond pratique : 7 300 m
- Charge alaire : 71,7 kg/m2
- Temps pour atteindre 3 000 m : 6 min 31 s

### Armement
- 2 mitrailleuses de 7,7 mm
- Bombes: 2 bombes de 30 kg

### Développement connexe
- Nakajima E4N

### Aéronefs comparables
- Fairey Seafox

### Liste associée
- Liste d'avions militaires de la Seconde Guerre mondiale